# 马嵬街道
马嵬街道，是中华人民共和国陕西省咸陽市兴平市下辖的一个乡镇级行政单位。

## 行政区划
马嵬街道下辖以下地区：
马嵬村、东街村、前北铁村、李家坡村、安家村、庞家村、添户村、三合村、尚村、张村、李村、新堡子村、新庄村、王候村、礼道村、史村、索寨村、羊圈村和南留村。